# هرتفيك درانبور
هرتفيك ابن يوسف دارنبور (بالفرنسية: Hartwig Derenbourg)‏ ( 1260 - 1326 هـ / 1844 - 1908 م ) هو مستشرق فرنسي موسوي.

## آثاره

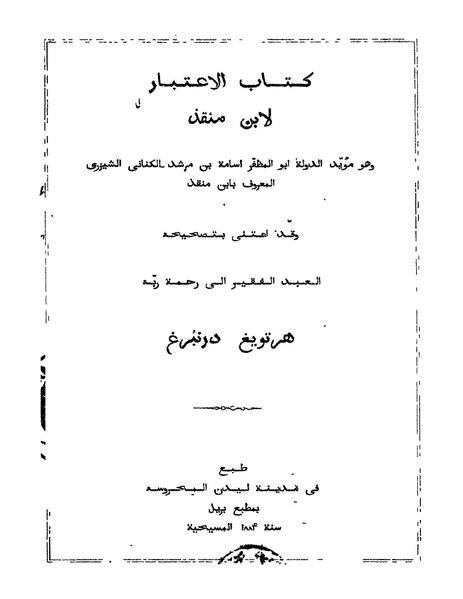
غلاف طبعة كتاب الاعتبار - «وقد اعتنى بتصحيحه العبد الفقير إلى ربه هرتويغ درنبرغ - طبع في مدينة ليدن المحروسة سنة 1884 المسيحية».

- «ديوان النابغة الذبياني» مع تتمة، 1869.
- «كتاب فيما يلحن فيه العامة»، وقد نشره في Morgenl Forschung، ليبتسك 1875 ص 107 ـ 166.
- «الكتاب» لسيبويه Le livre de Sibawaih، باريس 1883 وما يليها. لكن طبعة بولاق «لكتاب سيبويه»، أفضل من طبعته.
- «المواعظ والاعتبار» لأسامة بن منقذ، 1886؛ وكان قد عثر على نسخة منه في مكتبة الأسكوريال في 1880 أثناء فهرسته لمخطوطاتها.
- «مختارات من قصائد أسامة بن منقذ» 1889 ـ 1893.
- «الفخري في الآداب السلطانية» لابن الطّقطقي، 1895.[3]

## وصلات خارجية
- Ousama ibn Mounkidh, un émir syrien من مكتبة فرنسا الوطنية